# Adolf Klasens
Adolf Klasens (Hoogezand, 24 februari 1917 - Katwijk aan Zee, 1 juli 1998) was een Nederlandse egyptoloog en museumdirecteur.

## Leven en werk
Klasens studeerde Egyptologie aan de Rijksuniversiteit Groningen en de Rijksuniversiteit Leiden. In 1945 werd hij bibliothecaris bij het Rijksmuseum van Oudheden in Leiden. Enige jaren later werd hij conservator van de afdeling Egyptische oudheden, en in 1959 directeur van het museum. In 1960 werd hij benoemd tot hoogleraar Egyptologie aan de Rijksuniversiteit Leiden. Hij combineerde deze twee functies tot aan zijn pensionering in 1979.
Tijdens een verblijf in Cambridge, waar hij demotisch studeerde, legde hij contact met de Engelse egyptoloog W.B. Emery; hij werd medewerker van diens opgravingen in Saqqara in de jaren 1953-1956. Hij leidde zelf opgravingen in Abu Roash (1957-1959) en in Nubië (1962-1964). De Nederlandse bijdrage aan de Nubische reddingscampagne werd beloond met de donatie van de Taffeh-tempel, die werd geplaatst in het Rijksmuseum van Oudheden.

## Publicaties (selectie)
- Adolf Klasens: A magical statue base (Socle Béhague) in the Museum of Antiquities at Leiden. Leiden, Brill, 1952 (Oorspr. proefschrift Leiden)
- Adolf Klasens: Egyptologie avant la lettre. Leiden, Brill, 1961. (Rede Rijksuniversiteit Leiden)
- A. Klasens: Egyptische kunst uit de collectie van het Rijksmuseum van Oudheden te Leiden. Amsterdam, Stichting Openbaar Kunstbezit, 1962
- Artefact. 150 jaar Rijksmuseum van Oudheden, 1818-1968. Een keuze uit de verzamelingen. Samengest. door W.C. Braat en A. Klasens. Leiden, Groen, 1968
- A. Klasens: Universiteit, universitaire collecties, musea. Leiden, Universitaire Pers, 1970. (Diesrede Leiden)
- A. Klasens: An amuletic papyrus of the 25th dynasty. Leiden, Rijksmuseum van Oudheden, 1975